# Atletismo nos Jogos Pan-Americanos de 1979 - 10000 m masculino
A prova dos 10000 m masculino nos Jogos Pan-Americanos de 1979 foi realizada em San Juan, Porto Rico.

## Medalhistas
| Ouro                     | Prata                     | Bronze                           |
| Rodolfo Gomez MEX México | Enrique Aquino MEX México | Frank Shorter USA Estados Unidos |

## Resultados
| Posição           | Nome           | Nacionalidade      | Tempo   | Notas |
| ----------------- | -------------- | ------------------ | ------- | ----- |
| Medalha de ouro   | Rodolfo Gomez  | MEX México         | 29:02.4 |       |
| Medalha de prata  | Enrique Aquino | MEX México         | 29:03.9 |       |
| Medalha de bronze | Frank Shorter  | USA Estados Unidos | 29:06.4 |       |
| 4                 | Rick Rojas     | USA Estados Unidos | 29:09.8 |       |
| 5                 | Peter Butler   | CAN Canadá         | 29:20.4 |       |
| 6                 | Víctor Mora    | COL Colômbia       | 29:27.4 |       |
| 7                 | Eloi Schleder  | BRA Brasil         | 29:35.6 |       |
| 8                 | Jaime Vélez    | PUR Porto Rico     | 30:12.2 |       |